# Битва при Зинсхайме
Битва при Зинсхайме — битва между войсками Франции и Священной Римской империи, произошедшая недалеко от города Зинсхайм 16 июня 1674 года, во время Голландской войны.

## Предыстория
Франция была одной из стран, победивших в Тридцатилетней войне, и захватила Эльзас — обширную область Германии. Против этого выступили Голландия, Австрия, Испания, Дания, немецкое княжество Бранденбург. В 1674 году французскому королю Людовику XIV пришлось направить для защиты Эльзаса войска под командованием маршала Тюренна. Ему противостояла имперская армия Габсбургов.
В это время она находилась около города Гейдельберга, ожидая подкреплений из Богемии. Поэтому Тюренн решил начать военные действия первым, чтобы не допустить соединения сил противника.
14 июня 1674 года французы переправились через реку Рейн у города Филлипсбурга и направились к Гейдельбергу. Авангард Тюренна захватил несколько пленных, которые показали, что противник решил уклоняться от боя. Австрийская армия и в самом деле оставила Гейдельберг, однако Тюренну удалось догнать имперцев у города Зинсхайм.

## Силы сторон
У Тюренна было 5400 кавалеристов, 2500 пехотинцев и 6 орудий. Имперская армия насчитывала 7000 конницы и 2000 пехоты. Пушек у имперцев не было. Имперский отряд пехоты и драгун занял подступы к городу, а кавалерия построилась северо-восточнее Зинсхайма в две линии на равнине, окруженной со всех сторон балками и оврагами.

## Битва
В 9 часов утра Тюренн приказал выбить имперцев из Зинсхайма. Французские драгуны первыми атаковали противника. Наступление драгун поддержали мушкетеры. Огонь французских орудий помешал имперцам прийти на помощь своим передовым отрядам. Французские драгуны и мушкетёры ворвались в город. Имперская пехота отступила. Затем под прикрытием артиллерии через реку Эльзац переправились главные силы французов.
Французские пушки заставили отступить имперскую конницу и освободить место на равнине, где французские войска построились для главного боя. Тюренн расположил в центре две линии кавалерии, а по флангам — пехоту. В то время это было необычно — на флангах обычно размещали конницу. Но французский полководец понимал, что имперская конница многочисленнее и сильнее его собственной, и решил поддержать её пехотой.
Имперская конница первой пошла в атаку и опрокинула передовую линию французских конников. Второй линии с большим трудом удалось отбить натиск. Однако имперцы снова атаковали и разбили правый фланг кавалерии Тюренна. Но огонь французских мушкетёров с фланга заставил вражеских кавалеристов отступить. Французская кавалерия поправила боевые порядки и атаковала неприятеля по фронту. В это время мушкетёры ударили по флангам имперских кавалеристов. Имперцы не выдержали двойного натиска и бежали с поля боя. Французы преследовали отступающего противника 4 км.

## Итог
Имперцы потеряли 2000 убитыми, а 500 солдат попали в плен. У французов было убито около 1000 человек. Разбитая армия всё-таки соединилась с отрядами из Богемии. Но всё равно сил у имперцев осталось так мало, что им пришлось избегать открытого сражения.